# Pierre Annat
Ne pas confondre avec Pierre-Etienne Annat, curé et chanoine honoraire, né en 1798.
Pour les articles homonymes, voir Annat.
Pierre Annat, né en 1638 à Villecontat dans le Rouergue, et mort en 1715 à Paris, est un écrivain ecclésiastique.

## Biographie
Pierre Annat naît en 1638 à Villecontat dans le Rouergue. Il est le neveu de François Annat.
Il est pendant quelque temps professeur de philosophie à Toulouse, et entre dans la congrégation de la Doctrine chrétienne, dont il est élu général en 1694. On le dépeint comme un homme d'une modestie excessive, d'une simplicité et d'une honnêteté parfaites.
Il laisse un ouvrage curieux, intitulé Methodicus ad positivam theologiam apparatus, in gratiam candidatorum ; Paris, 1700, 2 vol. in-4° ; réimprimé à Paris en 1705 ; Venise, 1701, in-8°, et Herbipolis (Würzburg). 
Il est divisé en sept livres, dont le premier comprend les Prolégomènes de la théologie, le 2e l'Écriture sainte, le 3e la Tradition, le 4e les Pères distingués par l'éminence de leur doctrine, le 5e les Conciles, le 6e les Constitutions des Papes et les décisions de l'Eglise, le 7e les Hérésies. Il se termine par une longue dissertation sur le Collège des Cardinaux. Cet ouvrage est mis à l'index le 12 septembre 1714, avec la clause Donec corrigatur.
Pierre Annat meurt en 1715 à Paris.